# Acanthurus triostegus
Acanthurus triostegus (Linnaeus, 1758) è un pesce osseo marino appartenente alla famiglia Acanthuridae.

## Distribuzione e habitat
L'areale della specie compre l'intero Indo-Pacifico tropicale tranne i mari circostanti la penisola arabica. Si trova a nord fino al Giappone meridionale e a sud fino alle Kermadec. È uno dei pochi pesci indopacifici a raggiungere le coste americane del Pacifico dove si trova dalla parte meridionale del golfo di California a Panama comprese le isole Revillagigedo, Cocos, Clipperton e Galápagos.
Specie costiera. Vive sia nelle lagune degli atolli che lungo le pareti esterne delle barriere coralline ed è facile trovarlo anche nei pressi di foci fluviali o nei porti. Frequenta soprattutto aree ricche di alghe e con fondali duri. I giovanili sono comuni nelle pozze di marea. 
Il range batimetrico in cui si può incontrare va da 0 a 90 metri.

## Descrizione
Questa specie, come gli altri Acanthurus, ha corpo ovale, compresso lateralmente, e bocca piccola; sul peduncolo caudale è presente una spina mobile molto tagliente. La pinna dorsale è unica e piuttosto lunga, di altezza uniforme. La pinna anale è simile ma più corta. La pinna caudale è tronca. Le scaglie sono molto piccole. La livrea dell'adulto è grigiastra chiara con riflessi olivacei percorsa da 6 barre nere verticali dai bordi molto netti. La prima barra passa attraverso l'occhio, l'ultima è sul peduncolo caudale (quest'ultima talvolta ridotta a due punti neri o comunque poco definita). Una macchia, trasformata in una breve linea nelle popolazioni hawaiane, è presente alla base delle pinne pettorali. L'occhio è di colore giallo.
Raggiunge i 27 cm di lunghezza ma la taglia comune è di circa 17 cm.

## Biologia
Gli adulti vivono spesso solitari o in gruppetti ma può formare banchi di grandi dimensioni durante l'alimentazione. Scaccia gli altri pesci erbivori come altri Acanthurus o Pomacentridae dalle zone di foraggiamento con la forza del numero.

### Alimentazione
Si nutre di alghe bentoniche filamentose.

### Predatori
La letteratura riporta come suoi predatori Conger cinereus, Cephalopholis argus, Lutjanus fulvus, Epinephelus merra e Fistularia petimba.

### Riproduzione
Si riunisce in gruppi per la riproduzione e può effettuare migrazioni riproduttive.

## Pesca
Viene catturato localmente per il consumo umano ed è oggetto anche di pesca sportiva. Sono riportati casi di ciguatera prodotti dal consumo di questa specie. Viene pescato anche per rifornire il mercato acquariofilo.

## Acquariofilia
È presente sul mercato acquariofilo.

## Conservazione
Questa specie non appare minacciata dato che ha un vasto areale in cui le popolazioni sembrano stabili, abbondanti e ben distribuite. È una specie comune o abbondante in quasi tutto l'areale. Viene sfruttato dalla pesca e dalla cattura di esemplari per il mercato acquariofilo ma questo prelievo non sembra aver ridotto le popolazioni, se non a livello locale. Per questo la Lista rossa IUCN classifica questa specie come "a rischio minimo".

## Tassonomia
Le popolazioni delle Hawaii mostrano lievi differenze nella livrea e sono da taluni autori classificate come sottospecie Acanthurus triostegus sandvicensis.